# Encriptação
Em criptografia, encriptação, ou cifragem, é o processo de transformar informação (purotexto) usando um algoritmo (chamado cifra) de modo a impossibilitar a sua leitura a todos excepto aqueles que possuam uma identificação particular, geralmente referida como chave. O resultado deste processo é uma informação encriptada, também chamada de texto cifrado.
Em alguns contextos, o termo encriptação também se refere implicitamente ao processo inverso, decriptação (português brasileiro) ou desencriptação (português europeu), por forma a tornar informação encriptada novamente legível (isto é, torná-la desencriptada). Com isso, software criptográficos geralmente fazem também a desencriptação.

## Tipos de criptografia

### Criptografia de chave simétrica
Em esquemas com chaves simétricas, as chaves de encriptação e desencriptação são a mesma.

### Criptografia de chave assimétrica

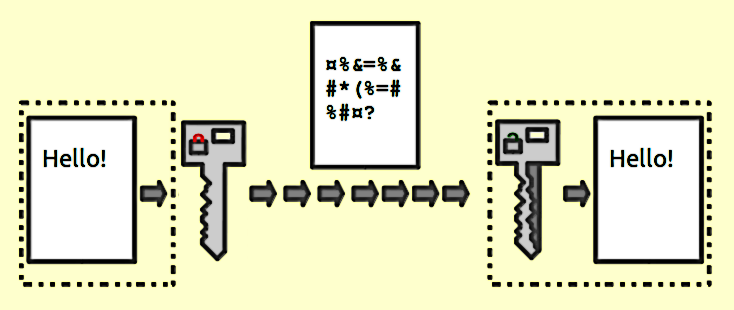
Ilustração de como a encriptação é usada em servidores com criptografia de chave pública.

Em esquemas com chaves públicas, utilizam-se duas chaves distintas: a chave de encriptação e a de desencriptação. A chave de encriptação é publicada para qualquer um usar para encriptar suas mensagens. Porém, somente o grupo destinatário têm acesso à chave de desencriptação, que é secreta e que permite que as mensagens sejam lidas.